# Brucepattersonius misionensis
Brucepattersonius misionensis — вид гризунів з родини Хом'якові (Cricetidae).

## Проживання
Вид відомий з однієї особини, зібраної в провінції Місьйонес на північному сході Аргентини. Його таксономічний статус ще належить визначити остаточно. Голотип був зібраний у підніжжя гори біля прилеглої річки.

## Загрози та охорона
Вирубка лісів є загрозою. Не зафіксований в охоронних територіях.